# 太北
太北（英語：Tai Pak，代號C1）是香港東區區議會下轄的選區，2023年設立，定為雙議席選區。

## 範圍
現時選區包括北角、寶馬山、鰂魚涌及太古城，西至蜆殼街、東至英皇道康山為止，與其接壤的選區有康灣以及南區區議會的南區東南選區。
投票站設有十二個，分別位於東區少年警訊會所、太古城郵政局、太古城內的聖安娜中英文幼稚園、德思齊加拿大國際學校、閩僑中學、金文泰中學、銅鑼灣社區中心、渣華道體育館、蘇浙小學、北角社區會堂、啟基學校（港島）、北角官立小學。

## 沿革
2023年香港選舉改革將區議會所有單議席選區取消，東區定為三個雙議席選區，共選出六席民選議員。太北選區由原有單議席的太古城西、太古城東、寶馬山、炮台山、城市花園、和富、堡壘、錦屏、丹拿、健康村、鰂魚涌選區合併而成。
2023年區議會選舉，估算人口有173,597人，選民有97,505，吸引到四人參選。

## 歷屆議員
| 選區名稱 | 屆別           | 議員   | 政治聯繫 | 政治聯繫 | 議員   | 政治聯繫 | 政治聯繫 |
| -------- | -------------- | ------ | -------- | -------- | ------ | -------- | -------- |
| 太北     | 2024年－2027年 | 丁江浩 |          | 民建聯   | 阮建中 |          | 自由黨   |

## 歷屆選舉結果
| 政党   | 政党   | 候选人    | 票数  | %     | ± |
| ------ | ------ | --------- | ----- | ----- | - |
|        | 民建聯 | ①. 丁江浩 | 9,328 | 35.07 |   |
|        | 工聯會 | ②. 蘇嘉樂 | 4,446 | 16.71 |   |
|        | 自由黨 | ③. 阮建中 | 7,844 | 29.49 |   |
|        | 新民黨 | ④. 雷有得 | 4,983 | 18.73 |   |
| 多数票 | 多数票 | 多数票    | 2,861 | 10.76 |   |

## 資料來源
1. ↑   (PDF).   [2023年8月23日]. （原始内容 (PDF)存档于2023年10月20日） （繁体中文）.
2. ↑   (PDF).   [2023年11月17日].
3. ↑   (PDF). 選舉管理委員會. 2023-07-11  [2023-08-23]. （原始内容存档 (PDF)于2023-10-14）.
4. ↑   (PDF).   [2023-11-17]. （原始内容存档 (PDF)于2023-11-16）.
5. ↑   (PDF).   [2023-08-23]. （原始内容存档 (PDF)于2023-10-20）.
6. ↑   (PDF).   [2023-11-17].